# Sachy
Sachy je francouzská obec v departementu Ardensko v regionu Grand Est. V roce 2011 zde žilo 186 obyvatel.

## Sousední obce
Escombres-et-le-Chesnois, Osnes, Pouru-Saint-Remy, Messincourt, Tétaigne

## Vývoj počtu obyvatel
Počet obyvatel 